# Ishii Hajime
Hajime Ishii (石井 肇, sinh ngày 26 tháng 5 năm 1959) là một huấn luyện viên và cựu cầu thủ bóng đá người Nhật Bản.

## Sự nghiệp Huấn luyện viên
Hajime Ishii đã dẫn dắt Otsuka Pharmaceutical, Consadole Sapporo và Vegalta Sendai.